# Bryocodia
Bryocodia é um gênero de traça pertencente à família Arctiidae.